# Art Zoyd
Art Zoyd est un groupe de rock français, originaire de Maubeuge, dans le Nord. Il a été formé en 1969 par Rocco Fernandez puis repris en 1971 par  Gérard Hourbette et Thierry Zaboitzeff, qui l'ont co-dirigé jusqu'en 1997. Gérard Hourbette a ensuite repris seul la direction du groupe de 1997 à 2018. Il meurt le 4 mai 2018, mais le groupe perdure à travers son centre de création musicale.
Ce groupe évolue ensuite avec de nombreux musiciens additionnels. Ils font un saut dans le hard rock vers 1972-1975 et passent ensuite à une musique mêlant free jazz, rock progressif et avant-garde électronique. L'arrivée en 1979 de la musicienne Patricia Dallio comme interprète puis compositrice durera jusqu'en 2009. Les compositeurs principaux du groupe étaient Thierry Zaboitzeff et Gérard Hourbette de 1971 à 1997 puis Gérard Hourbette associé à Kasper T. Toeplitz, Patricia Dallio, André Serre Millan, Jérôme Soudan, Laurent Dailleau en fonction des projets. Après une collaboration avec l'Orchestre National de Lille de 1998 à 2000 mêlant pièces de Gérard Hourbette et autres pièces de création de compositeurs invité, Art Zoyd a ouvert ses studios à d'autres compositeurs en s'orientant de plus en plus vers les musiques contemporaines. Art Zoyd a créé en 1999 son Centre de Création Musicale, appelé aujourd'hui Art Zoyd Studios, outil servant au groupe mais aussi aux compositeurs accueillis en résidences, à la pédagogie et à la transmission.

## Biographie

### Années 1960–1980
Art Zoyd est formé en 1969 par Rocco Fernandez, Gérard Hourbette et Thierry Zaboitzeff,. Assimilé parfois, tout en s'en démarquant, au courant zeuhl (proche de Magma et Univers Zéro) ou au mouvement Rock in Opposition, Art Zoyd tente à l'origine une fusion du rock progressif et du jazz avec la musique « sérieuse » contemporaine. Classée également en musique contemporaine, le style très personnel d'Art Zoyd peut pourtant se découper en plusieurs phases.
Au début des années 1970, le groupe passe à Art Zoyd 3, tourné vers un hard rock solide. La fin des années 1970-1980 laisse apparaître une formation instrumentale tournée sur l'acoustique  avec au centre le violon de Gérard Hourbette et le piano de Patricia Dallio. Thierry Zaboitzeff tient la basse et le violoncelle. Le guitariste Rocco Fernandez, à l'origine du groupe, sera remplacé par Alain Eckert sur le premier album du groupe intitulé Symphonie pour le jour où brûleront les cités. Il s'agit d'une fresque en trois parties inspirée par l'environnement d'alors. L'album Génération sans futur reprend les mêmes thèmes avec les mêmes musiciens.
L'arrivée des synthétiseurs Yamaha DX7 et des sampleurs est vécue par le groupe comme une avancée dans la découverte des sons et des assemblages. La musique parfois répétitive d'Art Zoyd est facilitée par l'utilisation de ce matériel. L'album Berlin illustre parfaitement cette avancée. L'histoire est faite de rencontres, et c'est grâce à la diffusion par France 3 d'une émission sur Art Zoyd que Roland Petit contacte le groupe afin de travailler sur le projet qui devient Le Mariage du ciel et de l'enfer, un ballet produit à Marseille où les musiciens jouent en direct sur la scène,.

### Années 1990–2000
Installé à Maubeuge, le groupe est financé par la ville et le Conseil général du Nord, ce qui permettra de mettre en place de nombreux événements, comme les Inattendus de Maubeuge, en 1994, par exemple. Le groupe travaille également avec le Vorgänge Bewegung Theater et produit de nombreux spectacles en plein air. Dans les années 1990, Art Zoyd travaille sur la mise en musique de films allemands du début du siècle, d'abord avec Nosferatu le vampire, et Faust, une légende allemande de Friedrich Wilhelm Murnau, puis avec Hâxan, un film muet du Danois Benjamin Christensen sorti en 1921. C'est aussi l'époque d'une collaboration avec Serge Noyelle, et la production de Marathonnerre, un spectacle de douze heures au cours duquel les acteurs jouent sur scène pendant que les musiciens jouent sur une autre scène. Après le départ de Thierry Zaboitzeff en 1997, qui poursuit son travail à Berlin, Art Zoyd se réoriente sur une musique davantage électronique.
Art Zoyd se définit comme un groupe de musique électronique, et travaille surtout sur des musiques de film, de ballet ou en alliance avec d'autres arts, comme en témoignent ses œuvres récentes : Armaggedon en 2004, opérette pour robots avec Louis-Philippe Demers, ou Le Champ des larmes en 2006, oratorio électronique avec le vidéaste Dominik Barbier.
Gérard Hourbette assure par la suite la direction artistique et s'associe ponctuellement à d'autres compositeurs : Kasper T. Toeplitz, Patricia Dallio, Carl Faia, André Serre-Milan, etc. Art Zoyd possède aussi son propre studio de création musicale à Valenciennes, dans lequel il accueille de nombreux compositeurs pour de la production et de la recherche, et mène aussi des actions pédagogiques (ouverture d'une classe électro-acoustique en 2005).

### Années 2010
En 2011, le groupe enregistre Eyecatcher / Man With a Movie Camera, bande originale pour le film de Dziga Vertov, sorti le 10 octobre 2011 au label In-possible Records.
En décembre 2017, le journal américain New York Times consacre un article aux meilleurs coffrets CD de l’année notamment ceux de David Bowie, Frank Zappa, Thelonious Monk et Art Zoyd. Gérard Hourbette décède le vendredi 4 mai 2018, à l’âge de 64 ans.
Sa femme, Monique Hourbette-Vialadieu, reprend la direction de son centre de création musicale, Art Zoyd Studios, fondé ensemble en 1999. Elle s'y applique à continuer le projet de Gérard Hourbette avec un soutien accru à la création musicale contemporaine (recherche, pédagogie, résidences) et à faire vivre la musique de Gérard Hourbette et d'Art Zoyd, grâce à un projet innovant portant sur l'archivage des pièces utilisant l'électronique. Le challenge est de faire entrer les musiques de Gérard Hourbette, du groupe, et plus généralement de tous les compositeurs accueillis, au répertoire.

## Discographie et spectacles
- 1976 : Symphonie pour le jour où brûleront les cités
- 1979 : Musique pour l'Odyssée
- 1980 : Génération sans futur
- 1980 : Symphonie pour le jour où brûleront les cités (nouvelle version)
- 1982 : Phase IV (double album)
- 1983 : Les Espaces inquiets
- 1985 : Le Mariage du ciel et de l'enfer, musique du ballet de Roland Petit
- 1987 : Berlin
- 1989 : Nosferatu
- 1992 : Marathonnerre I et II
- 1993 : Faust
- 1997 : Haxan
- 2000 : Ubique
- 2002 : Métropolis (BO pour le film muet de Fritz Lang)
- 2006 : Le Champ des larmes (oratorio électronique de Gérard Hourbette, Kasper T. Toeplitz et Dominik Barbier)
- 2008 : La Chute de la Maison Usher (BO pour le film muet de Jean Epstein)
- 2009 : Pure Noise (in coffret Expériences de vol - #7), Kairo, opéra parlé d'après K Kurosawa
- 2010 : Les Particules Noires, d'après Kairo
- 2011 : Eyecatcher / Man With a Movie Camera (BO pour le film de Dziga Vertov), A demi endormi Déjà, (ciné-concert pour le jeune public sur un texte de Célia Houdart et des dessins de François Olislaeger)
- 2012 : Trois rêves non Valides (sur une musique de Gérard Hourbette, et des images  de Pierrick Sorin, Serge Meyer et Christian Chatel)
- 2014 : Vampyr de Dreyer (ciné-concert)
- 2016 : Voyage dans la Lune (ciné-concert et 441/2, concert anniversaire)
- 2017 : NDE Near Dante expérience (projet VR avec Laura Manneli)
- 2018 Phase V album ultime de Gérard Hourbette, faisant référence à Phase IV, l'album de la brisure, de la disparition, "Kairo", Les particules Noires", "Paysage des enfers"... toutes ses dernières pièces
- 2020 : Concert Hommage à Gérard Hourbette  et création de la dernière pièce de Gérard Hourbette (In-Ferno), mise en scène Eric Travers.